# Succinea urbana
Succinea urbana är en snäckart som beskrevs av Leslie Raymond Hubricht 1961. Succinea urbana ingår i släktet Succinea och familjen bärnstenssnäckor. Inga underarter finns listade i Catalogue of Life.